# ISO 3166-2:AF
ISO 3166-2:AF – kody ISO 3166-2 dla Afganistanu.
Kody ISO 3166-2 to część standardu ISO 3166 publikowanego przez Międzynarodową Organizację Normalizacyjną. Kody te są przypisywane głównym jednostkom podziału administracyjnego, takim jak np. województwa czy stany, każdego kraju posiadającego kod w standardzie ISO 3166-1.
Aktualnie (2017) dla Afganistanu zdefiniowano kody dla 17 prowincji (welajat). 
Pierwsza część oznaczenia to kod Afganistanu zgodnie z ISO 3166-1, natomiast druga część oznaczenia znajdująca się po myślniku to trzyliterowykod jednostki administracyjnej. 

## Kody ISO
| Kod ISO | Nazwa jednostki administracyjnej | Rodzaj jednostki administracyjnej |
| ------- | -------------------------------- | --------------------------------- |
| AF-BDS  | Badachszan                       | prowincja                         |
| AF-BDG  | Badghis                          | prowincja                         |
| AF-BGL  | Baghlan                          | prowincja                         |
| AF-BAL  | Balch                            | prowincja                         |
| AF-BAM  | Bamian                           | prowincja                         |
| AF-DAY  | Dajkondi                         | prowincja                         |
| AF-FRA  | Farah                            | prowincja                         |
| AF-FYB  | Farjab                           | prowincja                         |
| AF-GHA  | Ghazni                           | prowincja                         |
| AF-GHO  | Ghor                             | prowincja                         |
| AF-HEL  | Helmand                          | prowincja                         |
| AF-HER  | Herat                            | prowincja                         |
| AF-JOW  | Dżozdżan                         | prowincja                         |
| AF-KAB  | Kabul                            | prowincja                         |
| AF-KAN  | Kandahar                         | prowincja                         |
| AF-KAP  | Kapisa                           | prowincja                         |
| AF-KHO  | Chost                            | prowincja                         |
| AF-KNR  | Kunar                            | prowincja                         |
| AF-KDZ  | Kunduz                           | prowincja                         |
| AF-LAG  | Laghman                          | prowincja                         |
| AF-LOW  | Logar                            | prowincja                         |
| AF-NAN  | Nangarhar                        | prowincja                         |
| AF-NIM  | Nimroz                           | prowincja                         |
| AF-NUR  | Nurestan                         | prowincja                         |
| AF-ORU  | Oruzgan                          | prowincja                         |
| AF-PIA  | Paktija                          | prowincja                         |
| AF-PKA  | Paktika                          | prowincja                         |
| AF-PAN  | Pandższir                        | prowincja                         |
| AF-PAR  | Parwan                           | prowincja                         |
| AF-SAM  | Samangan                         | prowincja                         |
| AF-SAR  | Sar-e Pol                        | prowincja                         |
| AF-TAK  | Tachar                           | prowincja                         |
| AF-WAR  | Wardak                           | prowincja                         |
| AF-ZAB  | Zabol                            | prowincja                         |